# 손혁찬
손혁찬(孫赫贊, 1970년 11월 3일 ~ )은 대한민국의 사진작가이다.

## 생애
1990년 일본에서 사진작가 첫 입문하였다.
1997년 이후 대한민국에서도 사진작가 활약하였고 이후 연기자 김호진, 최종원, 나문희, 김을동, 홍석천, 정우성, 이병헌, 이정재, 김찬우, 이진우, 류시원, 박중현, 서태화, 박신양, 박중훈 등의 사진을 촬영하며 2000년대 초반 그의 이름이 대한민국 국내에도 널리 알려졌으며 이후 2003년 1월을 기하여 대한민국에 영구 귀국하였고 그로부터 2년 5개월 후 2005년 6월 11일을 기하여 연기자 김원희와 무려 15년 연애 끝에 결혼하였다.

## 결혼
1990년 1월, 당시 연기자 데뷔 이전이었던 김원희를 처음 만난 그는 이후 김원희가 연기자 데뷔한 뒤로도 15년간을 간간이 김원희와 함께 대한민국, 일본, 중화민국 타이완 등을 다녀가면서 이후로도 김원희와 서신 교환을 비롯한 거의 비밀 연애를 하였고 이후 2003년 1월을 기하여 대한민국 영구 귀국을 한 그는 이후 2005년 6월 11일을 기하여 연기자 김원희와 전격 결혼하였다.

## 주요 작품

### 사진집
- 1997년 《미스코리아 사진집》(공저집)